# Churchill Barriers

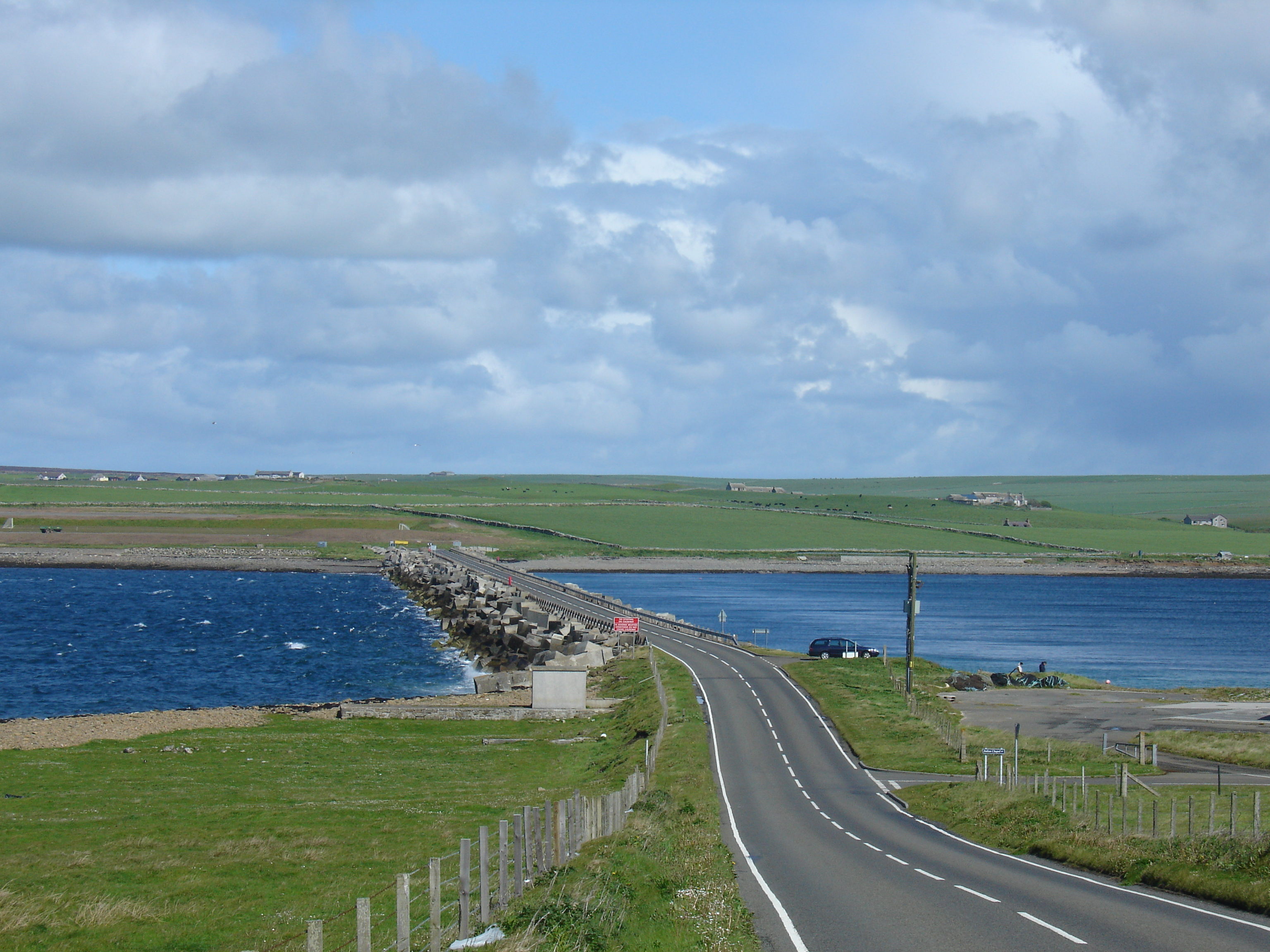
Churchill Barrier 1

Die Churchill Barriers sind vier Dämme, die der britische Premierminister Winston Churchill im Zweiten Weltkrieg auf den Orkney-Inseln errichten ließ, um die in der Bucht von Scapa Flow liegende britische Home Fleet besser vor weiteren Angriffen von U-Booten der deutschen Kriegsmarine zu schützen. Am 14. Oktober 1939 hatte dort U 47 das Schlachtschiff HMS Royal Oak versenkt, wobei 833 Mann ums Leben kamen. Die Dämme verbinden das Mainland über die Inseln Lamb Holm, Glimps Holm und Burray mit South Ronaldsay.
Nachdem zunächst Schiffe als Sperrwerk versenkt wurden, begann im Mai 1940 der Bau der Dämme. Da von der Genfer Konvention ein Einsatz von Kriegsgefangenen zu militärischen Zwecken für völkerrechtswidrig erklärt worden war, wurden die Arbeiten als notwendige Straßenverbindung der Inseln untereinander deklariert. Zu diesem „zivilen“ Zweck wurden etwa 1300 italienische Kriegsgefangene eingesetzt. 40.000 Kubikmeter Gestein wurden im Meer versenkt; darauf kamen 300.000 Tonnen Betonblöcke. Ironischerweise waren die Churchill Barriers genau zum Kriegsende fertig: Am 12. Mai 1945 wurden sie eröffnet. Sie haben deshalb tatsächlich letztlich weniger militärische als infrastrukturelle Bedeutung für die Orkneys. Heute verläuft auf ihnen die Straßenverbindung zwischen der Hauptinsel und South Ronaldsay.
Mit primitivsten Mitteln bauten die Italiener auf Lamb Holm eine Kapelle (Italian Chapel), die (als „the Miracle of Camp 60“) heute zu den Sehenswürdigkeiten der Orkneys gehört.
Lage der einzelnen Dämme:
- Churchill Barrier No 1: 58° 53′ 33,2″ N, 2° 53′ 46,5″ W
- Churchill Barrier No 2: 58° 52′ 55″ N, 2° 54′ 10,3″ W
- Churchill Barrier No 3: 58° 52′ 14,7″ N, 2° 54′ 52,2″ W
- Churchill Barrier No 4: 58° 50′ 27″ N, 2° 54′ 17,5″ W